# BR 120
BR 120 — серия электровозов Германии.
Широкое развитие тягового привода с использованием тяговых асинхронных трёхфазных электродвигателей в 1980-е годы значительно увеличило удельную мощность локомотивов.
Четырёхосные электровозы серии 120 Государственных железных дорог Германии (DBAG) появившиеся 1979 году, были первыми локомотивами с применением трёхфазных электромоторов и рекуперативным торможением.
Их появлению предшествовали опыты с дизель-электрическими платформами, проводившиеся в начале 1970-х. Основной надеждой этих опытов было построение полностью универсального локомотива, способного водить как пассажирские, так и грузовые поезда.
Пока электроника развивалась, механическая часть, полученная из легких материалов, была вынуждена переносить тяжелую электронику того времени.
После обширных испытаний электровозов в 1984 было начато строительство серии из 60 локомотивов (разрабатываемой серии 120.1). Они были поставлены заказчику в 1987—1989 гг.
Первоначальные планы строительства серии 120.1 были увеличены до 1000 локомотивов. Но приватизация железных дорог Германии прекратила их строительство.
Длина электровоза от буфера до буфера — 19 200 мм, вес — 84 тонны, осевая нагрузка — 21 тонна.

## Фотографии

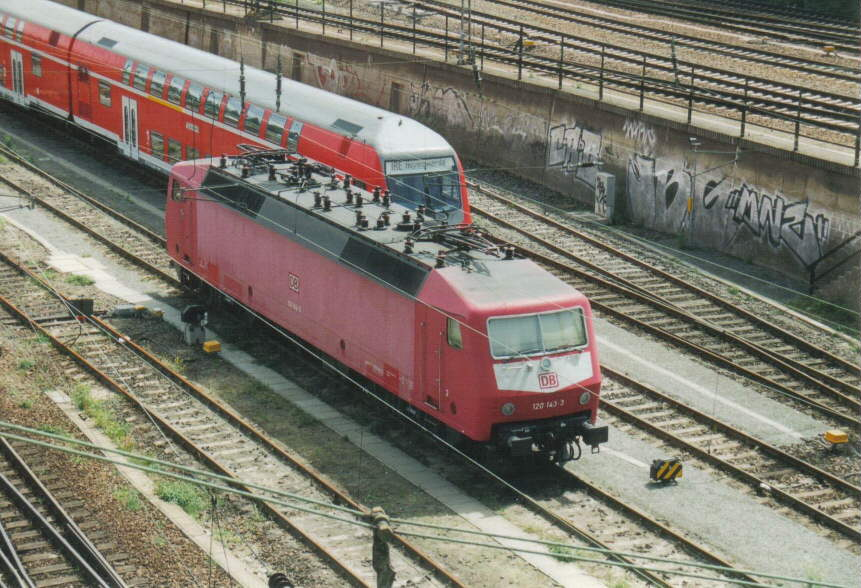
120 143 в Дрездене
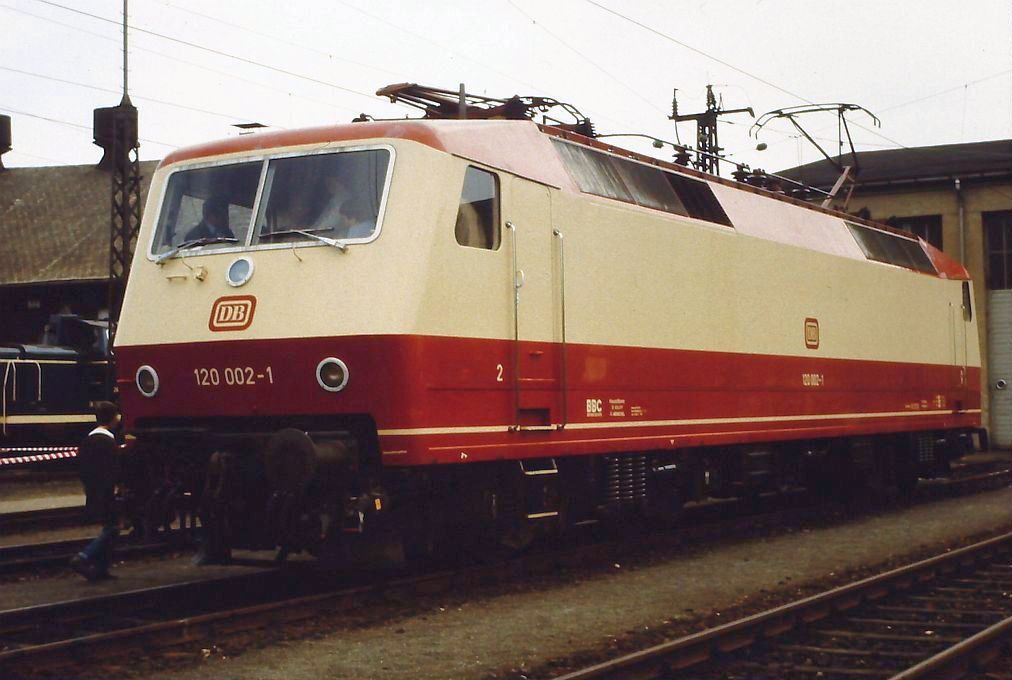
120 002 в Вюрцбурге 1984 год
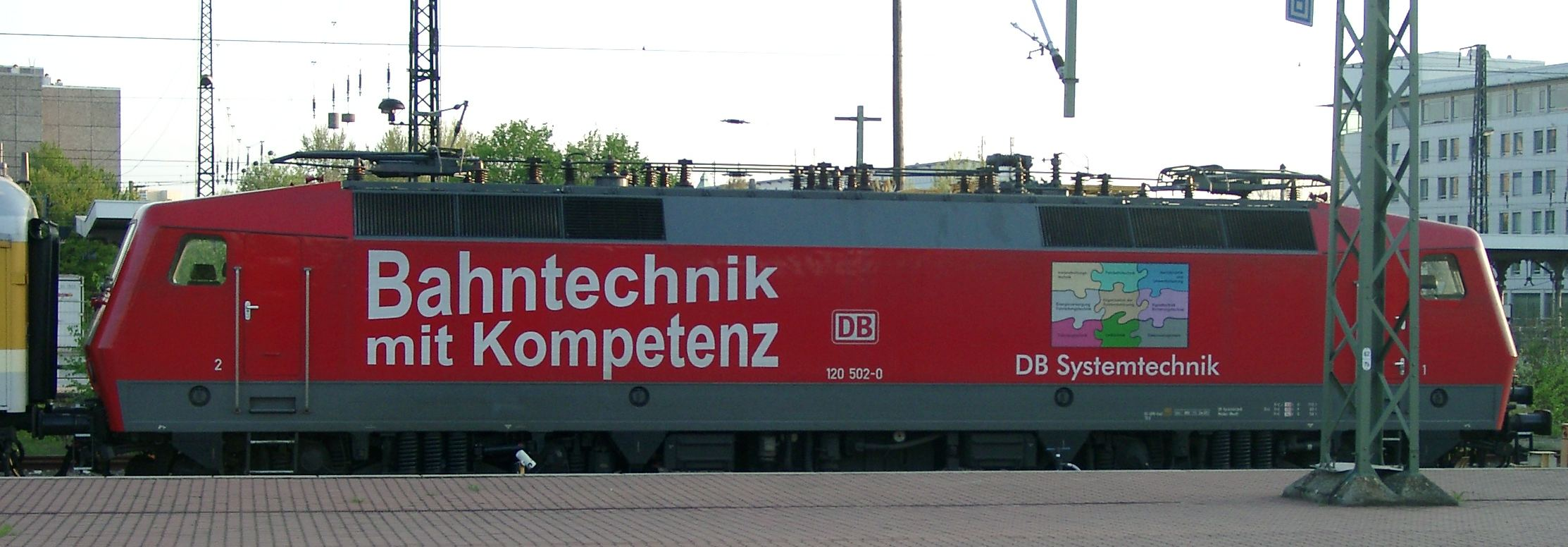
DB-AG BR 120 (DB Systemtechnik), Лето 2006 на Главной ЖД станции Дрездена